# Erikin
Erikin is een plaatsje in de regio Wheatbelt in West-Australië. Het ligt 218 kilometer ten oosten van Perth, 27 kilometer ten westzuidwesten van Bruce Rock en 8 kilometer ten oosten van Shackleton. Erikin maakt deel uit van het landbouwdistrict Shire of Bruce Rock.

## Geschiedenis
Ten tijde van de Europese kolonisatie leefden de Njakinjaki Nyungah Aborigines in de streek.
In 1913 werd de spoorweg tussen Quairading en Bruce Rock geopend. Langs de spoorweg werden een aantal nevensporen aangelegd. Een ervan werd Erikin genoemdn naar Eric Harvey, de zoon van een plaatselijke kolonist. Het was het eerste witte in het district geboren kind en de moeder had voorgesteld het nevenspoor naar hem te vernoemen, met het achtervoegsel 'inn' dat "kampplaats" betekende. Van 1915 tot 1931 was er een schooltje actief.
Doordat er veel vraag naar grond was werd er in 1921 een dorp gesticht dat naar het nevenspoor werd vernoemd. In 1928 werd een weegbrug aan het nevenspoor geïnstalleerd en in 1935 een graansilo.

## Transport
De Great Eastern Highway kan via Bruce Rock of Yoting bereikt worden.
Erikin ligt langs de spoorweg tussen York en Bruce Rock waarover enkel nog graantreinen van CBH Group rijden.

## Klimaat
De streek kent een koud steppeklimaat, BSk volgens de klimaatclassificatie van Köppen.